# Emérico da Hungria (santo)
Santo Américo (também conhecido como Emérico ou Henrique; em húngaro: Imre; Székesfehérvár, c. 1000 / 1007 – 2 de setembro de 1031) foi um príncipe húngaro canonizado pela Igreja Católica. Filho do rei Estêvão I da Hungria (Santo Estêvão da Hungria) e de Gisela da Baviera — presumivelmente o segundo filho de Estevão — recebeu o nome em homenagem a seu tio, Henrique II, e foi o único dos filhos do rei a atingir a idade adulta.

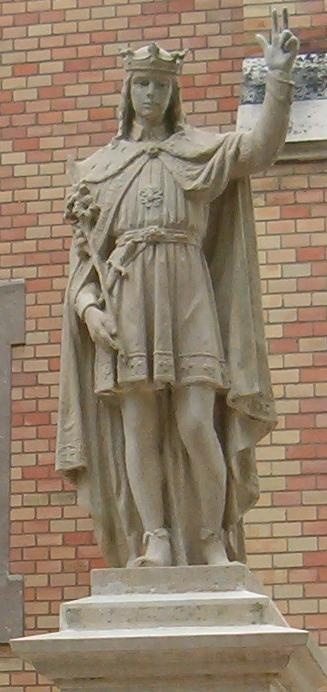
Santo Américo da Hungria.

Américo foi educado de maneira rígida e ascética pelo bispo de Csanád, São Gerardo Sagredo (Gellért, em húngaro) dos 15 aos 23. Seu pai tinha-o como seu sucessor no trono da Hungria, e escreveu recomendações para preparar-lhe para a função, tentando fazer dele co-herdeiro ainda em sua vida.
Os planos de Estêvão, no entanto, nunca chegaram a ser realizados; em 2 de setembro de 1031 Américo foi morto, com cerca de 24 anos de idade, por um javali, durante uma caçada. Acredita-se que isto tenha acontecido em Hegyközszentimre (atual Sintimreu). Foi enterrado na igreja de Székesfehérvár, sua cidade natal. Diversas curas e conversões milagrosas teriam ocorrido em sua sepultura, e em 5 de novembro de 1083 o rei Ladislau I desenterrou os ossos de Américo, numa grande cerimônia, para que ele fosse canonizado por sua vida pia e por atos puros, juntamente com seu pai e o bispo Gerardo, pelo Papa Gregório VII.

Santo Américo frequentemente é retratado trajando uma armadura de cavaleiro, com uma coroa sobre a cabeça e empunhando um lírio.

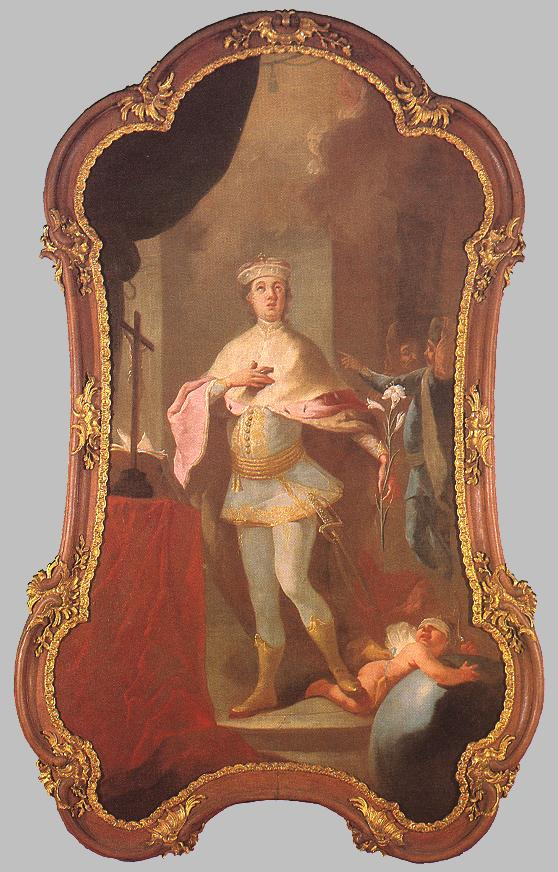
Retrato de Santo Américo da Hungria, tela de Johan Ignaz Cimbal (1722 - 1795).